# Appomattox County
Appomattox County ist ein County im Bundesstaat Virginia der Vereinigten Staaten. Bei der Volkszählung im Jahr 2020 hatte das County 16.119 Einwohner und eine Bevölkerungsdichte von 18,7 Einwohner pro Quadratkilometer. Der Verwaltungssitz (County Seat) ist Appomattox. Das County gehört zu den Dry Countys, was bedeutet, dass der Verkauf von Alkohol eingeschränkt oder verboten ist.

## Geographie
Appomattox County liegt nahe dem geographischen Zentrum von Virginia und hat eine Fläche von 867 Quadratkilometern, wovon drei Quadratkilometer Wasserfläche sind. Es grenzt im Uhrzeigersinn an folgende Countys: Buckingham County, Prince Edward County, Charlotte County, Campbell County, Amherst County und Nelson County.

## Geschichte
Gebildet wurde es 1845 aus Teilen des Buckingham County, Campbell County, Charlotte County und Prince Edward County. Am 9. April 1865 trafen sich hier der Konföderierten-General Robert Edward Lee und der Unions-General Ulysses S. Grant mit ihren Truppen zur Kapitulation am Appomattox Court House.

## Demografische Daten

Alterspyramide des Appomattox County

Nach der Volkszählung im Jahr 2000 lebten im Appomattox County 13.705 Menschen in 5.322 Haushalten und 4.012 Familien. Die Bevölkerungsdichte betrug 16 Einwohner pro Quadratkilometer. Ethnisch betrachtet setzte sich die Bevölkerung zusammen aus 75,94 Prozent Weißen, 22,91 Prozent Afroamerikanern, 0,13 Prozent amerikanischen Ureinwohnern, 0,17 Prozent Asiaten, 0,02 Prozent Bewohnern aus dem pazifischen Inselraum und 0,26 Prozent aus anderen ethnischen Gruppen; 0,56 Prozent stammten von zwei oder mehr Ethnien ab. 0,47 Prozent der Bevölkerung waren spanischer oder lateinamerikanischer Abstammung.
Von den 5.322 Haushalten hatten 32,2 Prozent Kinder und Jugendliche unter 18 Jahre, die bei ihnen lebten. 59,7 Prozent waren verheiratete, zusammenlebende Paare, 11,5 Prozent waren allein erziehende Mütter, 24,6 Prozent waren keine Familien, 21,3 Prozent waren Singlehaushalte und in 10,0 Prozent lebten Menschen im Alter von 65 Jahren oder darüber. Die Durchschnittshaushaltsgröße betrug 2,55 und die durchschnittliche Familiengröße lag bei 2,94 Personen.
Auf das gesamte County bezogen setzte sich die Bevölkerung zusammen aus 24,7 Prozent Einwohnern unter 18 Jahren, 7,1 Prozent zwischen 18 und 24 Jahren, 27,8 Prozent zwischen 25 und 44 Jahren, 25,6 Prozent zwischen 45 und 64 Jahren und 14,8 Prozent waren 65 Jahre alt oder darüber. Das Durchschnittsalter betrug 39 Jahre. Auf 100 weibliche Personen kamen 94,8 männliche Personen. Auf 100 Frauen im Alter von 18 Jahren oder darüber kamen statistisch 91,1 Männer.

Das jährliche Durchschnittseinkommen eines Haushalts betrug 36.507 USD, das Durchschnittseinkommen der Familien betrug 41.563 USD. Männer hatten ein Durchschnittseinkommen von 31.428 USD, Frauen 21.367 USD. Das Prokopfeinkommen betrug 18.086 USD. 11,4 Prozent der Bevölkerung und 8,7 Prozent der Familien lebten unterhalb der Armutsgrenze. Davon waren 14,1 Prozent Kinder oder Jugendliche unter 18 Jahre und 21,5 Prozent waren Menschen über 65 Jahre.

## Gemeindegliederung
(Einwohner nach dem United States Census 2010)
| Towns 1. Appomattox (1.733) 2. Pamplin City (219) 1 | Towns 1. Appomattox (1.733) 2. Pamplin City (219) 1 | Census-designated places (CDP) 1. Concord (1.458) hauptsächlich im Campbell County 2 | Census-designated places (CDP) 1. Concord (1.458) hauptsächlich im Campbell County 2 |                                           |                   |
| Unincorporated Communities                          |                                                     |                                                                                      |                                                                                      |                                           |                   |
| - Beckham - Bent Creek - Bowler                     | - Chap - Evergreen - Flood                          | - Fore Store - Hixburg - Hollywood                                                   | - Hurtsville - Oakville - Promise Land                                               | - Spout Spring - Spring Mills - Stonewall | - Vera (Virginia) |